# Festival Protesta
El Protesta és un festival internacional de cinema de crítica social que es realitza a Vic des del 2013. El festival té com a premissa principal ajudar a transformar la societat a través del cinema. Es tracta d'un festival activista, que dona veu a "iniciatives i injustícies no solen tenir espai en les sales de cinema o als mitjans de comunicació de massa".

## Seccions
- Projecció de llargmetratges
- Concurs de curtmetratges: amb premis en les categories Millor curtmetratge documental (1.000 euros), millor curtmetratge de ficció (1.000 euros) i premi del públic[3]

A l'edició del 2018 la temàtica que ha conduït el festival han estat la transformació de la societat i la seva capacitat crítica, a més de l'ús de noves tecnologies i les xarxes socials. Alguns dels films participants, entre els quals trobem la clàssica Metropolis de Fritz Lang, han tractat temes com la crisi de la democràcia, l'apartheid i els escàndols mediambientals. En aquesta última edició hi ha hagut un total de 55 projeccions durant una setmana. L'edició del 2018 va ser la primera que exigiren pagar per participar, cosa que no impedí que al concurs de curtmetratges es presentaren 400 obres de quaranta països. L'altre canvi que introduí el festival fou la programació paritària.